# Balint Karosi
Balint Karosi, född 1979 i Budapest, är en ungersk pianist och organist.

## Priser

### 2008
- 19 juli: XVI. international Johann Sebastian Bach-tävlan, Leipzig (första pris)

### 2001
- Grand prix d'improvisation "Rochette", Konservatorium von Geneva (första pris)
- Carl Maria von Weber klarinett-tävlan, Essen (andra pris)
- Organtävlan i Korschenbroich, Tyskland (tredje pris)

### 2000
- "Dom zu Speyer"-tävlan, Tyskland (tredje pris)